# Шейна Макдауелл
Шейна Макдауелл (англ. Shayna McDowell; нар. 15 квітня 1989) — колишня австралійська тенісистка.
Найвищу одиночну позицію світового рейтингу — 461 місце досягла 20 лютого 2006, парну — 529 місце — 14 травня 2007 року.
Здобула 1 одиночний та 1 парний титул.

## Фінали ITF
| Легенда         |
| --------------- |
| турніри $50,000 |
| турніри $10,000 |

### Одиночний розряд: 4 (1–3)
| Результат | Ранг | Дата           | Турнір               | Покриття | Суперниця        | Рахунок          |
| --------- | ---- | -------------- | -------------------- | -------- | ---------------- | ---------------- |
| Поразка   | 1.   | 27 лютого 2005 | Бендіго, Австралія   | Тверде   | Лі Є Ра          | 3–6, 2–6         |
| Перемога  | 1.   | 6 червня 2010  | Кантаньєде           | Килим    | Крістіне Кандлер | 6–1, 7–5         |
| Поразка   | 2.   | 13 червня 2010 | Амаранте, Португалія | Тверде   | Мелані Глорія    | 5–7, 7–6(6), 0–6 |
| Поразка   | 3.   | 26 червня 2010 | Алкобаса, Португалія | Тверде   | Магалі де Латтре | 6–2, 3–6, 3–6    |

### Парний розряд: 1 (1–0)
| Результат | Дата           | Турнір                          | Покриття | Партнерка       | Суперниці                 | Рахунок       |
| --------- | -------------- | ------------------------------- | -------- | --------------- | ------------------------- | ------------- |
| Перемога  | 3 вересня 2006 | Гладстон (Квінсленд), Австралія | Тверде   | Даніелла Джефлі | Рені Лампрет Дженні Свіфт | 4–6, 6–4, 6–4 |